# Jimmie Davis

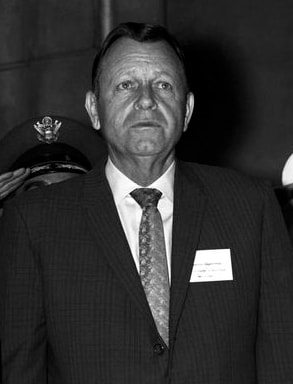
Jimmie Davis (1962)

James „Jimmie“ Houston Davis (* 11. September 1899 in Beech Springs, Jackson Parish, Louisiana; † 5. November 2000 in Baton Rouge, Louisiana) war ein US-amerikanischer Country- und Gospel-Sänger, Songwriter und zweimaliger Gouverneur des Bundesstaates Louisiana.

## Leben

### Anfänge
Jimmie Davis entstammte einer armen Farmerfamilie. Trotz widriger Umstände schaffte er einen Schulabschluss, der ihm ein Studium an der Louisiana State University ermöglichte. Während seiner Studienzeit trat er verschiedentlich als Sänger in lokalen Radiostationen auf. Nach seinem Abschluss als Bachelor 1927 lehrte er an einem College Geschichte.

### Karriere
1929 erhielt er von Victor Records einen Schallplattenvertrag. Als einer von vielen Jimmie-Rodgers-Imitatoren spielte er fast vierzig Singles ein. Es war die Zeit der wirtschaftlichen Depression, und die Verkaufszahlen waren entsprechend schlecht. Stilistisch entwickelte sich Davis zunehmend in Richtung Blues. Einen gewissen Bekanntheitsgrad erlangte er durch schlüpfrige Texte. Wirkliche Erfolge stellten sich erst nach einem Wechsel zu Decca Records ein. 1934 gelang ihm dort mit Nobody's Darlin' But Mine der erste Hit.
Parallel zu seinen musikalischen Aktivitäten betätigte sich Davis politisch. 1938 wurde er zum Polizeichef von Shreveport gewählt. Zwei Jahre später gelang ihm der musikalische Durchbruch. Gemeinsam mit Charles Mitchell schrieb er den Welthit You Are My Sunshine, der von nahezu allen Großen der damaligen Zeit gecovert und später zu einer der offiziellen Hymnen Louisianas wurde. Dank seiner neuen Popularität wurde er 1942 Innenminister seines Heimatstaats. Die neue Aufgabe hielt ihn nicht davon ab, in mehreren Hollywood-Western mitzuwirken. 1944 wurde er zum Gouverneur Louisianas gewählt.
Während seiner vierjährigen Amtszeit setzte er seine musikalische Karriere mit unverminderter Energie fort. Fünf seiner Singles schafften es von 1944 bis 1947 in die Top Ten der Country-Charts, darunter der Titel There's A New Moon Over My Shoulder, mit dem er den Spitzenplatz erreichte, der Titel notierte 18 Wochen in den Top 10. Ende der 1940er Jahre wandte er sich der Gospel-Musik zu. 1960 kandidierte der Demokrat erneut für das Amt des Gouverneurs und gewann. Es war die Zeit der Rassenunruhen. Davis, ein Befürworter der Segregation, gewann, nahm dann aber eine gemäßigte Haltung ein, die viel zur Entspannung der aufgeheizten Stimmung beitrug.
In regelmäßigen Abständen wurden weiterhin Schallplatten veröffentlicht. 1969, nach über vierzig Jahren, lief sein Vertrag mit Decca aus. Bei einem kleineren Label machte er weiter. 1971 wurde er in die Nashville Songwriters Hall of Fame aufgenommen, ein Jahr später in die Country Music Hall of Fame. 1997 wurde er in die neugegründete Southern Gospel Music Hall of Fame aufgenommen. Davis blieb bis in die neunziger Jahre hinein aktiv. Am 5. November 2000 starb er im Alter von 101 Jahren.

## Diskografie
- 1983 – Sounds Like Jimmie Rodgers
- 1981 – Heaven’s National Anthem
- 1976 – Jimmie Davis Live!
- 1975 – Sunshine
- 1975 – Living by Faith
- 1974 – Souvenirs of Yesterday
- 1974 – Let Me Be There
- 1974 – Christ Is My Sunshine
- 1973 – God’s Last Altar Call
- 1972 – What a Happy Day
- 1972 – Memories Coming Home
- 1971 – Old Baptizing Creek
- 1970 – Songs of Consolation
- 1969 – Let Me Walk with Jesus
- 1969 – In My Father’s House
- 1969 – Amazing Grace
- 1968 – Singing the Gospel
- 1967 – His Marvelous Grace
- 1967 – Going Home for Christmas
- 1966 – Near the Cross
- 1966 – My Altar
- 1966 – Gospel Hour
- 1965 – Still I Believe
- 1965 – At the Crossing
- 1964 – It’s Christmas Time Again
- 1964 – Highway to Heaven
- 1963 – Do Lord
- 1963 – Beyond the Shadows
- 1962 – Songs of Faith
- 1962 – How Great Thou Art
- 1961 – Sweet Hour of Prayer
- 1961 – Someone’s Watching over You
- 1960 – Supper Time
- 1960 – Someone to Care
- 1960 – No One Stands Alone
- 1959 – You Are My Sunshine
- 1958 – The Door Is Always Open
- 1958 – Hail Him With a Song
- 1957 – Hymn Time
- 1955 – Near the Cross